# Pradettes (Ariège)
Pour les articles homonymes, voir Pradettes.
Pradettes (Pradetas en occitan languedocien) est une commune française, située dans l'est du département de l'Ariège en région Occitanie. Sur le plan historique et culturel, la commune fait partie du pays d'Olmes, haut lieu de la tragédie cathare alliant des paysages d'une extrême diversité.
Exposée à un climat océanique altéré, elle est drainée par le ruisseau de Senesse et par divers autres petits cours d'eau. La commune possède un patrimoine naturel remarquable composé de deux zones naturelles d'intérêt écologique, faunistique et floristique.
Pradettes est une commune rurale qui compte 44 habitants en 2022, après avoir connu un pic de population de 111 habitants en 1800. Ses habitants sont appelés les Pradettois ou Pradettoises.

## Géographie

### Localisation
La commune de Pradettes se trouve dans le département de l'Ariège, en région Occitanie.
Elle se situe à 18 km à vol d'oiseau de Foix, préfecture du département, à 22 km de Pamiers, sous-préfecture, et à 12 km de Mirepoix, bureau centralisateur du canton de Mirepoix dont dépend la commune depuis 2015 pour les élections départementales.
La commune fait en outre partie du bassin de vie de Lavelanet.
Les communes les plus proches sont : 
Sautel (1,7 km), Esclagne (2,5 km), Lieurac (2,7 km), Tabre (3,2 km), Limbrassac (3,6 km), Dun (4,5 km), Aigues-Vives (4,6 km), Carla-de-Roquefort (4,6 km).
Sur le plan historique et culturel, Pradettes fait partie du pays d'Olmes, haut lieu de la tragédie cathare alliant des paysages d'une extrême diversité.
Les communes limitrophes sont Dun, Esclagne, Lieurac, Limbrassac, Sautel et Tabre.
| Dun     | Limbrassac |          |
| Lieurac | Pradettes  | Tabre    |
|         | Sautel     | Esclagne |

### Géologie et relief
La commune est située dans le Bassin aquitain, le deuxième plus grand bassin sédimentaire de la France après le Bassin parisien. Les terrains affleurants sur le territoire communal sont constitués de roches sédimentaires datant du Cénozoïque, l'ère géologique la plus récente sur l'échelle des temps géologiques, débutant il y a 66 millions d'années. La structure détaillée des couches affleurantes est décrite dans la feuille « n°1076 - Lavelanet » de la carte géologique harmonisée au 1/50 000ème du département de l'Ariège, et sa notice associée.
La superficie cadastrale de la commune publiée par l’Insee, qui sert de références dans toutes les statistiques, est de 3,52 km2,. La superficie géographique, issue de la BD Topo, composante du Référentiel à grande échelle produit par l'IGN, est la même.  L'altitude du territoire varie entre 417 m et 582 m.

### Hydrographie

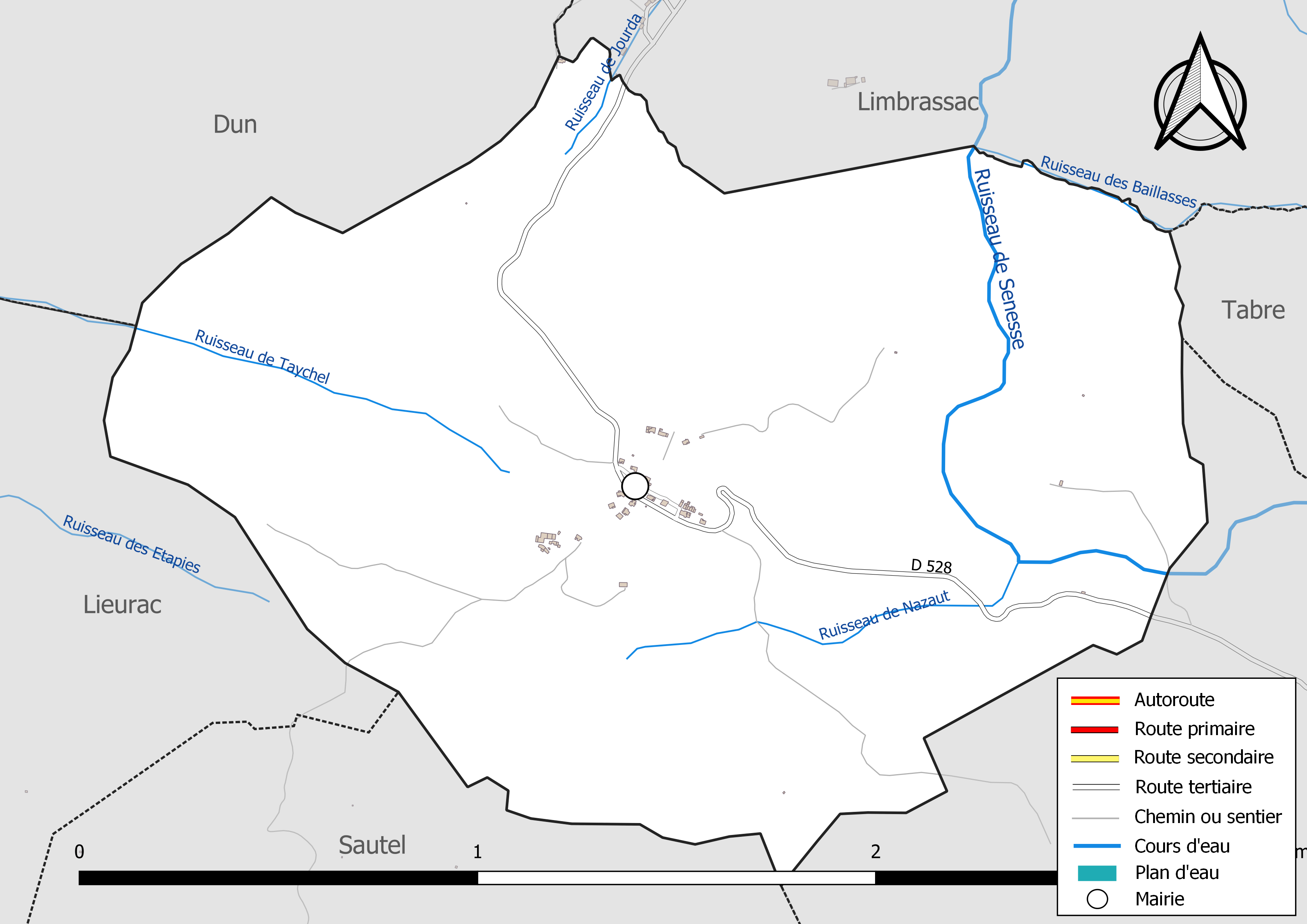
Réseaux hydrographique et routier de Pradettes.

La commune est dans le bassin versant de la Garonne, au sein du bassin hydrographique Adour-Garonne. Elle est drainée par le ruisseau de Senesse, le ruisseau de Jourda, le ruisseau de Nazaut, le ruisseau des Baillasses et le ruisseau de Taychel, constituant un réseau hydrographique de 4 km de longueur totale,.
Le ruisseau de Senesse, d'une longueur totale de 13 km, prend sa source dans la commune de Tabre et s'écoule du sud-est vers le nord-ouest. Il traverse la commune et se jette dans le Douctouyre à Dun, après avoir traversé 5 communes.

### Climat
Pour des articles plus généraux, voir Climat de l'Occitanie et Climat de l'Ariège.
En 2010, le climat de la commune est de type climat océanique altéré, selon une étude s'appuyant sur une série de données couvrant la période 1971-2000. En 2020, Météo-France publie une typologie des climats de la France métropolitaine dans laquelle la commune est exposée à un climat de montagne et est dans la région climatique Pyrénées centrales, caractérisée par une pluviométrie annuelle de 1 000 à 1 200 mm.
Pour la période 1971-2000, la température annuelle moyenne est de 12 °C, avec  une amplitude thermique annuelle de 15,3 °C. Le cumul annuel moyen de précipitations est de 889 mm, avec 10,1 jours de précipitations en janvier et 6,1 jours en juillet. Pour la période 1991-2020 la température moyenne annuelle observée sur la station météorologique la plus proche, située sur la commune de Roquefort-les-Cascades à 6 km à vol d'oiseau, est de 12,7 °C et le cumul annuel moyen de précipitations est de 1 101,5 mm,. Pour l'avenir, les paramètres climatiques de la commune estimés pour 2050 selon différents scénarios d’émission de gaz à effet de serre sont consultables sur un site dédié publié par Météo-France en novembre 2022.

### Milieux naturels et biodiversité
L’inventaire des zones naturelles d'intérêt écologique, faunistique et floristique (ZNIEFF) a pour objectif de réaliser une couverture des zones les plus intéressantes sur le plan écologique, essentiellement dans la perspective d’améliorer la connaissance du patrimoine naturel national et de fournir aux différents décideurs un outil d’aide à la prise en compte de l’environnement dans l’aménagement du territoire.
Une ZNIEFF de type 1 est recensée sur la commune :
les « coteaux secs, vallons et collines de l'ouest du bas pays d'Olmes » (6 664 ha), couvrant 19 communes du département et une ZNIEFF de type 2, : 
les « coteaux du Palassou » (26 749 ha), couvrant 48 communes dont 43 dans l'Ariège et 5 dans l'Aude.

Carte des ZNIEFF de type 1 et 2 à Pradettes.
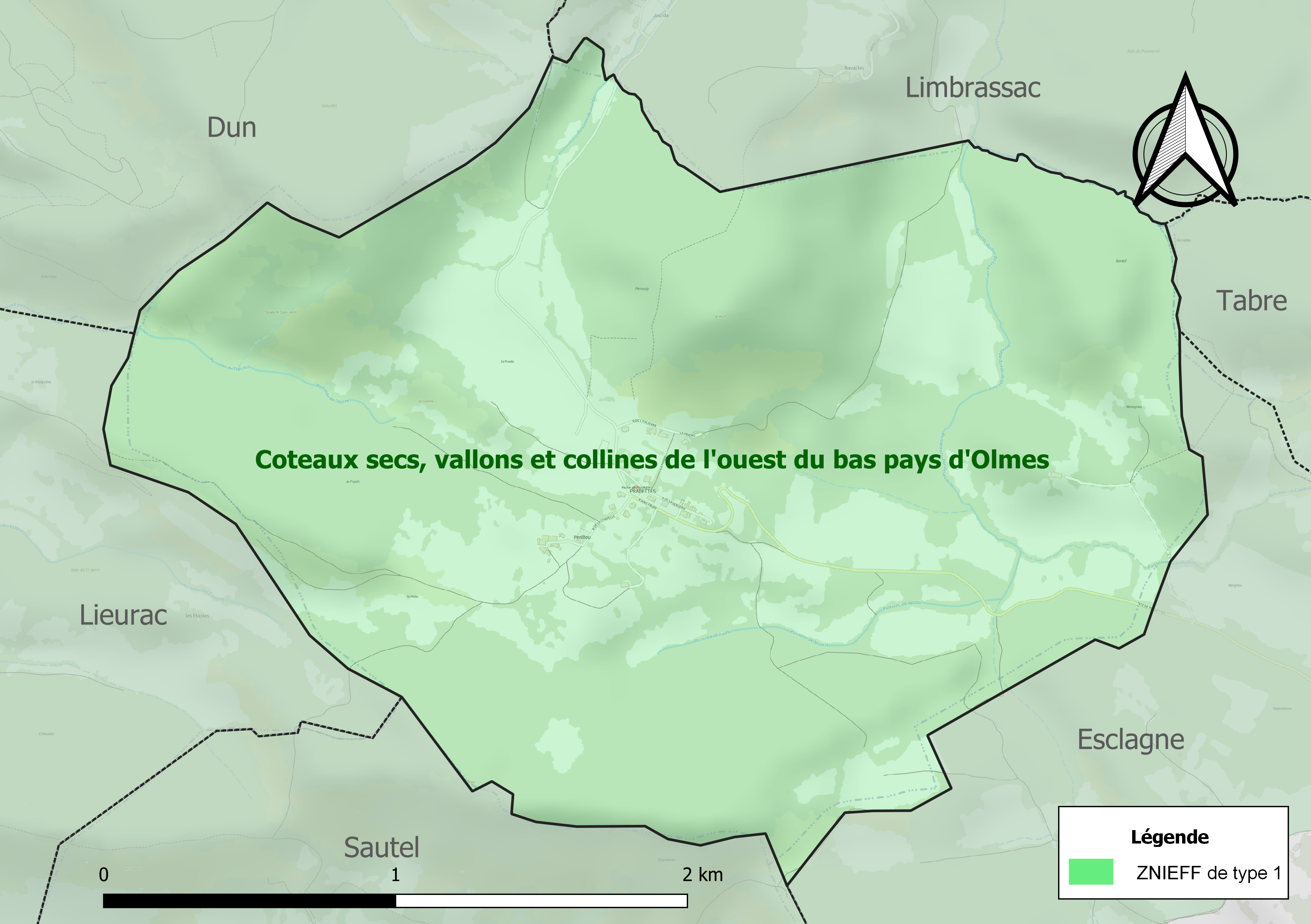
Carte de la ZNIEFF de type 1 sur la commune.
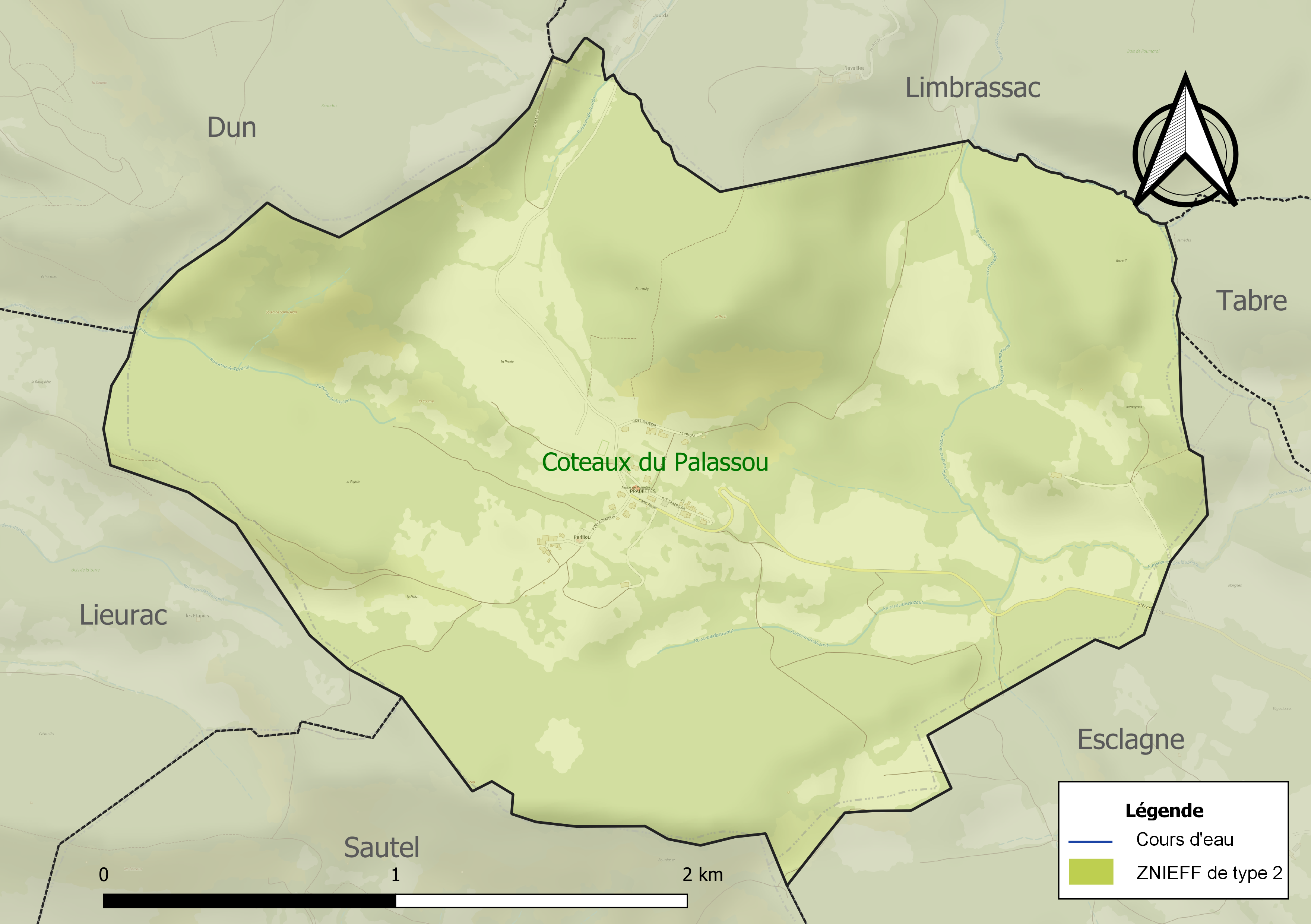
Carte de la ZNIEFF de type 2 sur la commune.

## Urbanisme

### Typologie
Au 1er janvier 2024, Pradettes est catégorisée commune rurale à habitat très dispersé, selon la nouvelle grille communale de densité à 7 niveaux définie par l'Insee en 2022.
Elle est située hors unité urbaine et hors attraction des villes,.

### Occupation des sols
L'occupation des sols de la commune, telle qu'elle ressort de la base de données européenne d’occupation biophysique des sols Corine Land Cover (CLC), est marquée par l'importance des forêts et milieux semi-naturels (61,5 % en 2018), en augmentation par rapport à 1990 (48,5 %). La répartition détaillée en 2018 est la suivante : 
forêts (48,5 %), zones agricoles hétérogènes (28,7 %), milieux à végétation arbustive et/ou herbacée (13 %), prairies (9,8 %). L'évolution de l’occupation des sols de la commune et de ses infrastructures peut être observée sur les différentes représentations cartographiques du territoire : la carte de Cassini (XVIIIe siècle), la carte d'état-major (1820-1866) et les cartes ou photos aériennes de l'IGN pour la période actuelle (1950 à aujourd'hui).

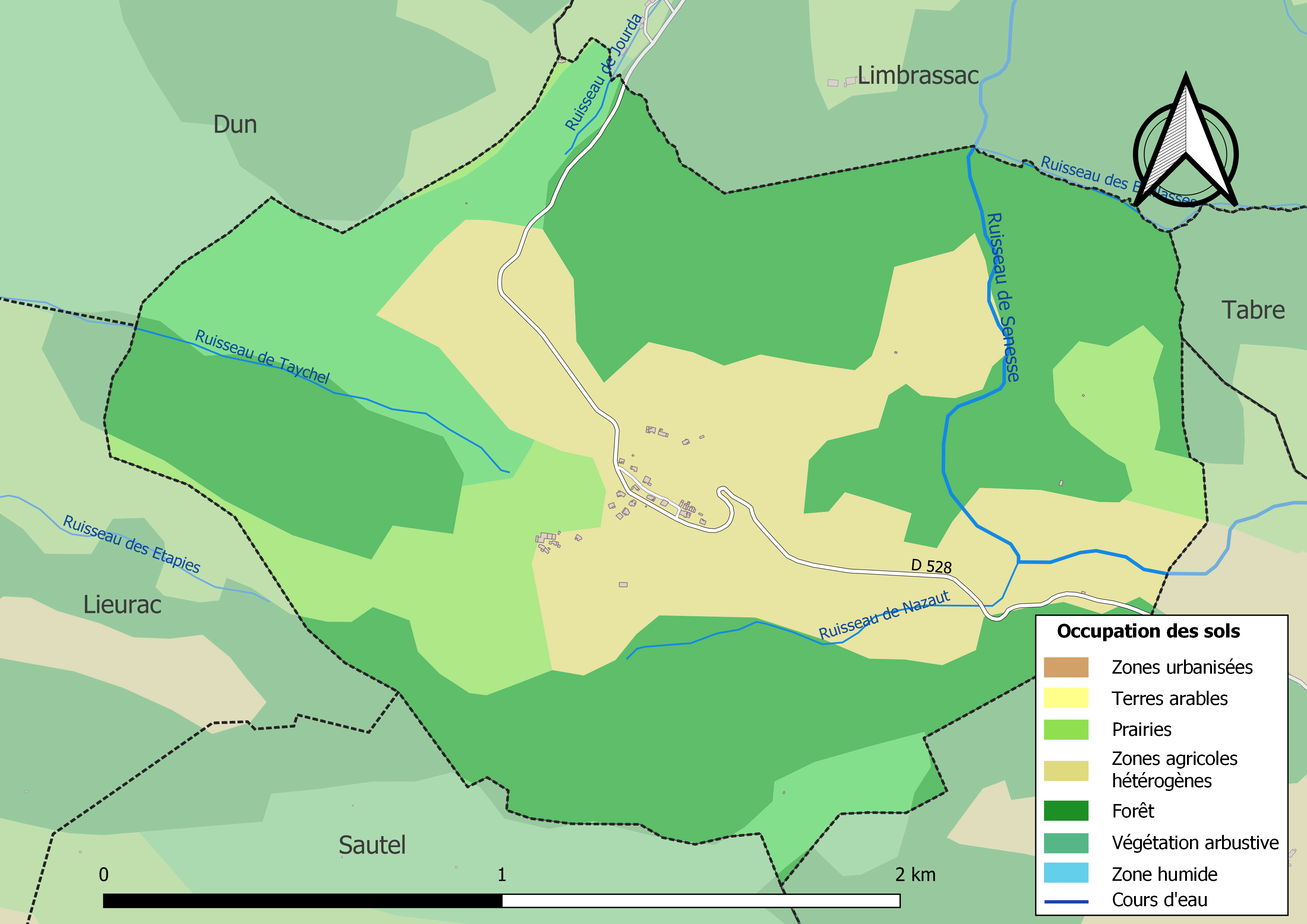
Carte des infrastructures et de l'occupation des sols de la commune en 2018 (CLC).

### Habitat et logement
En 2018, le nombre total de logements dans la commune était de 26, alors qu'il était de 21 en 2013 et de 21 en 2008.
Parmi ces logements, 86,9 % étaient des résidences principales, 13,1 % des résidences secondaires et 0 % des logements vacants. Ces logements étaient pour 95,9 % d'entre eux des maisons individuelles et pour 4,1 % des appartements.
Le tableau ci-dessous présente la typologie des logements à Pradettes en 2018 en comparaison avec celle de l'Ariège et de la France entière. Une caractéristique marquante du parc de logements est ainsi une proportion de résidences secondaires et logements occasionnels (13,1 %) inférieure à celle du département (24,6 %) mais supérieure à celle de la France entière (9,7 %). Concernant le statut d'occupation de ces logements, 85,7 % des habitants de la commune sont propriétaires de leur logement (90 % en 2013), contre 66,3 % pour l'Ariège et 57,5 % pour la France entière.
| Typologie                                               | Pradettes | Ariège | France entière |
| ------------------------------------------------------- | --------- | ------ | -------------- |
| Résidences principales (en %)                           | 86,9      | 65,7   | 82,1           |
| Résidences secondaires et logements occasionnels (en %) | 13,1      | 24,6   | 9,7            |
| Logements vacants (en %)                                | 0         | 9,7    | 8,2            |

### Risques majeurs

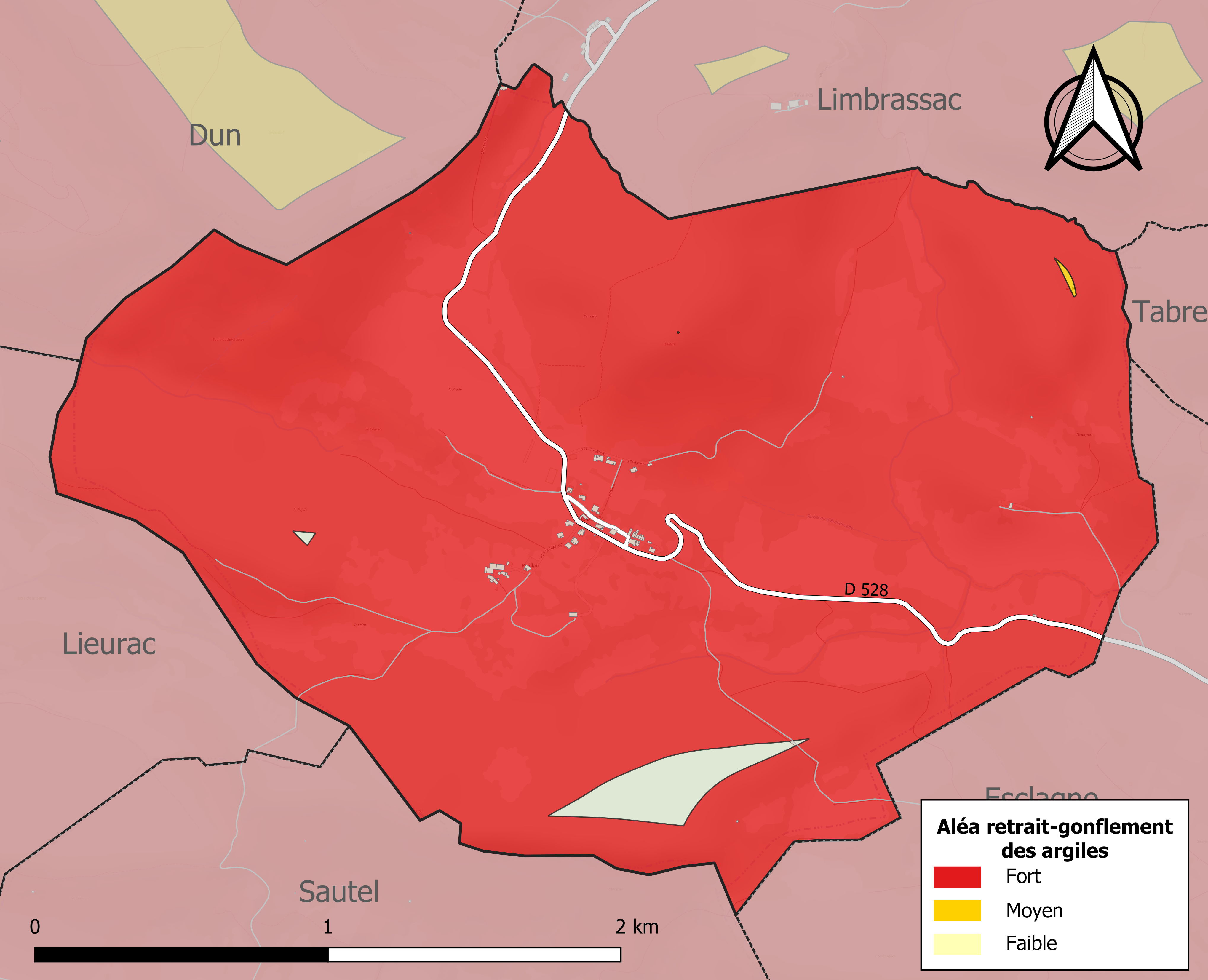
Zonage de l'aléa retrait-gonflement des argiles sur la commune de Pradettes.

Le territoire de la commune de Pradettes est vulnérable à différents aléas naturels : inondations, climatiques (grand froid ou canicule), feux de forêts, mouvements de terrains et séisme (sismicité modérée),.
Certaines parties du territoire communal sont susceptibles d’être affectées par le risque d’inondation par crue torrentielle d'un cours d'eau, ou ruissellement d'un versant.
Les mouvements de terrains susceptibles de se produire sur la commune sont soit des chutes de blocs, soit des glissements de terrains, soit des effondrements liés à des cavités souterraines, soit des mouvements liés au retrait-gonflement des argiles. Près de 50 % de la superficie du département est concernée par l'aléa retrait-gonflement des argiles, dont la commune de Pradettes. L'inventaire national des cavités souterraines permet par ailleurs de localiser celles situées sur la commune.

## Histoire
Si sa présence est attestée en 1920, l'éolienne multipales de modèle «Valette» créée dans l'Aude caractérise le village. Rendue obsolète avec l'arrivée du réseau d'eau potable, elle a cependant été rénovée en 2017.

## Politique et administration

### Découpage territorial
La commune de Pradettes est membre de la communauté de communes du Pays de Mirepoix, un établissement public de coopération intercommunale (EPCI) à fiscalité propre créé le 31 décembre 2013 dont le siège est à Mirepoix. Ce dernier est par ailleurs membre d'autres groupements intercommunaux.
Sur le plan administratif, elle est rattachée à l'arrondissement de Pamiers, au département de l'Ariège, en tant que circonscription administrative de l'État, et à la région Occitanie.
Sur le plan électoral, elle dépend du canton de Mirepoix pour l'élection des conseillers départementaux, depuis le redécoupage cantonal de 2014 entré en vigueur en 2015, et de la deuxième circonscription de l'Ariège  pour les élections législatives, depuis le redécoupage électoral de 1986.

### Liste des maires
| Période                                  | Période  | Identité         | Étiquette | Qualité  |
| ---------------------------------------- | -------- | ---------------- | --------- | -------- |
| avant 1988                               | ?        | Claude Chabrouty |           |          |
| mars 2001                                | En cours | Francis Bonnet   | LR        | Retraité |
| Les données manquantes sont à compléter. |          |                  |           |          |

## Démographie
| 1793 | 1800 | 1806 | 1821 | 1831 | 1836 | 1841 | 1846 | 1851 |
| ---- | ---- | ---- | ---- | ---- | ---- | ---- | ---- | ---- |
| 98   | 111  | 104  | 85   | 93   | 97   | 95   | 86   | 88   |

| 1856 | 1861 | 1866 | 1872 | 1876 | 1881 | 1886 | 1891 | 1896 |
| ---- | ---- | ---- | ---- | ---- | ---- | ---- | ---- | ---- |
| 73   | 89   | 93   | 95   | 99   | 84   | 86   | 62   | 66   |

| 1901 | 1906 | 1911 | 1921 | 1926 | 1931 | 1936 | 1946 | 1954 |
| ---- | ---- | ---- | ---- | ---- | ---- | ---- | ---- | ---- |
| 63   | 61   | 67   | 33   | 33   | 29   | 27   | 29   | 19   |

| 1962 | 1968 | 1975 | 1982 | 1990 | 1999 | 2005 | 2006 | 2010 |
| ---- | ---- | ---- | ---- | ---- | ---- | ---- | ---- | ---- |
| 16   | 11   | 7    | 29   | 42   | 37   | 39   | 38   | 41   |

| 2015 | 2020 | 2022 | - | - | - | - | - | - |
| ---- | ---- | ---- | - | - | - | - | - | - |
| 46   | 45   | 44   | - | - | - | - | - | - |

## Économie

### Emploi
| Division       | 2008   | 2013   | 2018   |
| -------------- | ------ | ------ | ------ |
| Commune        | 10,3 % | 10,7 % | 9,1 %  |
| Département    | 8,9 %  | 11,1 % | 11,2 % |
| France entière | 8,3 %  | 10 %   | 10 %   |

En 2018, la population âgée de 15 à 64 ans s'élève à 24 personnes, parmi lesquelles on compte 86,4 % d'actifs (77,3 % ayant un emploi et 9,1 % de chômeurs) et 13,6 % d'inactifs,. En  2018, le taux de chômage communal (au sens du recensement) des 15-64 ans est inférieur à celui de la France et du département, alors qu'en 2008 la situation était inverse.
La commune est hors attraction des villes,. Elle compte 2 emplois en 2018, contre 7 en 2013 et 2 en 2008. Le nombre d'actifs ayant un emploi résidant dans la commune est de 19, soit un indicateur de concentration d'emploi de 10,5 % et un taux d'activité parmi les 15 ans ou plus de 51,4 %.
Sur ces 19 actifs de 15 ans ou plus ayant un emploi, aucun ne travaille dans la commune. Pour se rendre au travail, 88,2 % des habitants utilisent un véhicule personnel ou de fonction à quatre roues, 5,9 % s'y rendent en deux-roues, à vélo ou à pied et 5,9 % n'ont pas besoin de transport (travail au domicile).

### Activités hors agriculture
Deux établissements seulement relevant d’une activité hors champ de l’agriculture sont implantés  à Pradettes au 31 décembre 2019.

### Agriculture
|                                   | 1988 | 2000 | 2010 |
| --------------------------------- | ---- | ---- | ---- |
| Exploitations                     | 1    | 1    | 1    |
| Superficie agricole utilisée (ha) | 42   | 61   | 74   |

La commune fait partie de la petite région agricole dénommée « Région sous-pyrénéenne ». En 2010, l'orientation technico-économique de l'agriculture  sur la commune est l'élevage de bovins pour la viande. Une seule  exploitation agricole ayant son siège dans la commune est recensée lors du recensement agricole de 2010 (un en 1988). La superficie agricole utilisée est de 74 ha.

## Culture locale et patrimoine

### Lieux et monuments
- L'éolienne de pompage de Pradettes.
- L'église Saint-Jean-Baptiste, au hameau de Périllou.

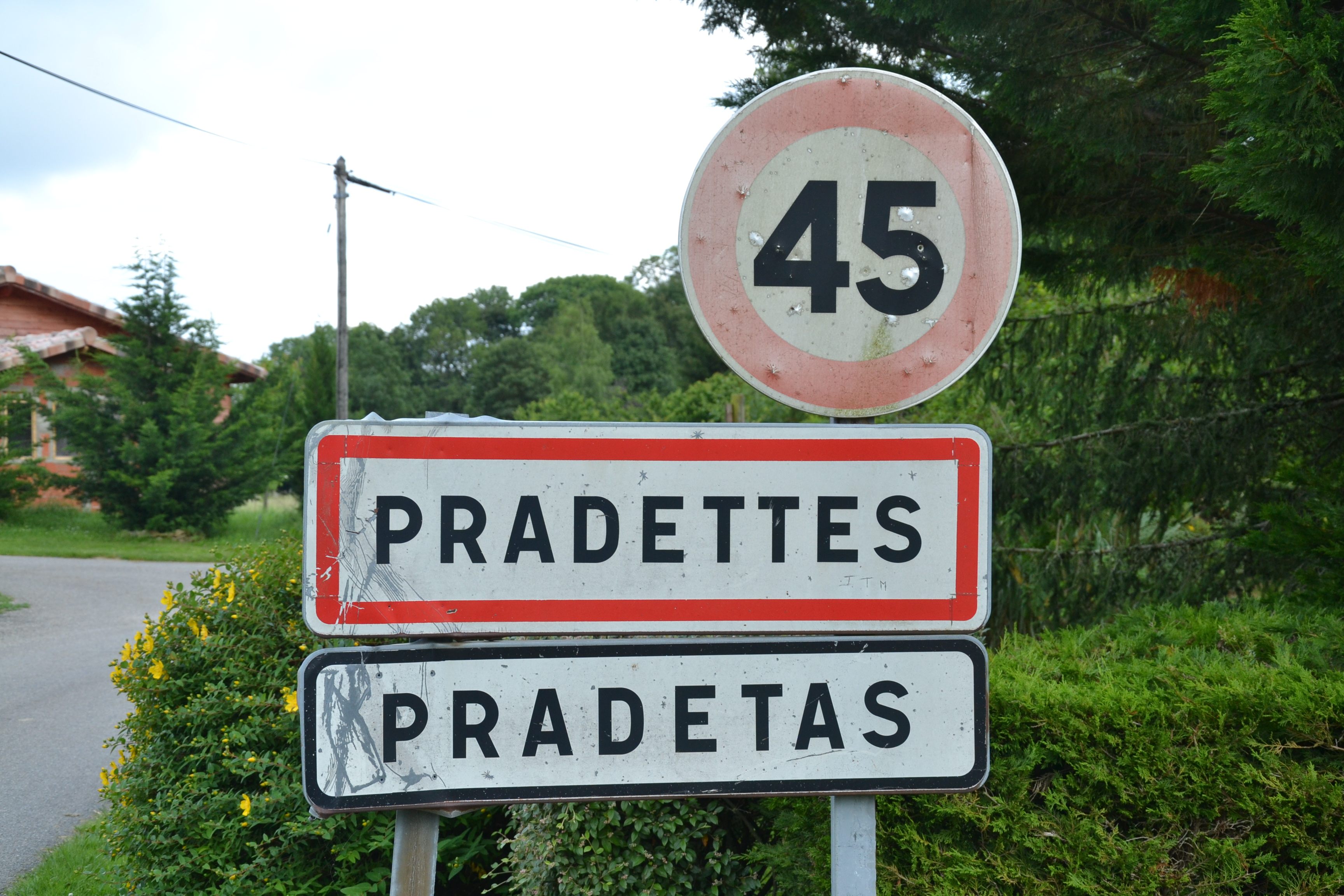
Panneau d'entrée d'agglomération bilingue français-occitan.
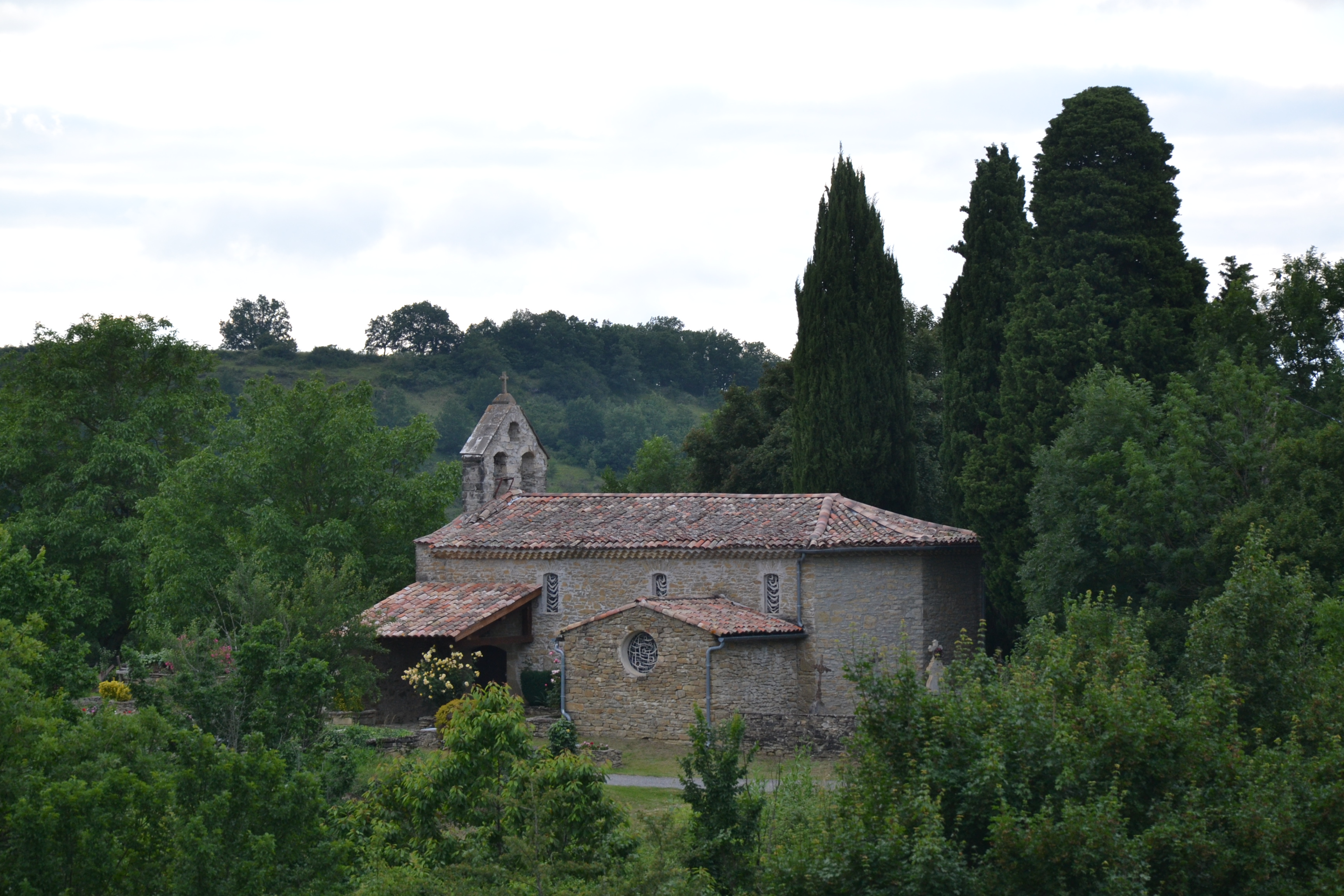
Église Saint-Jean-Baptiste.
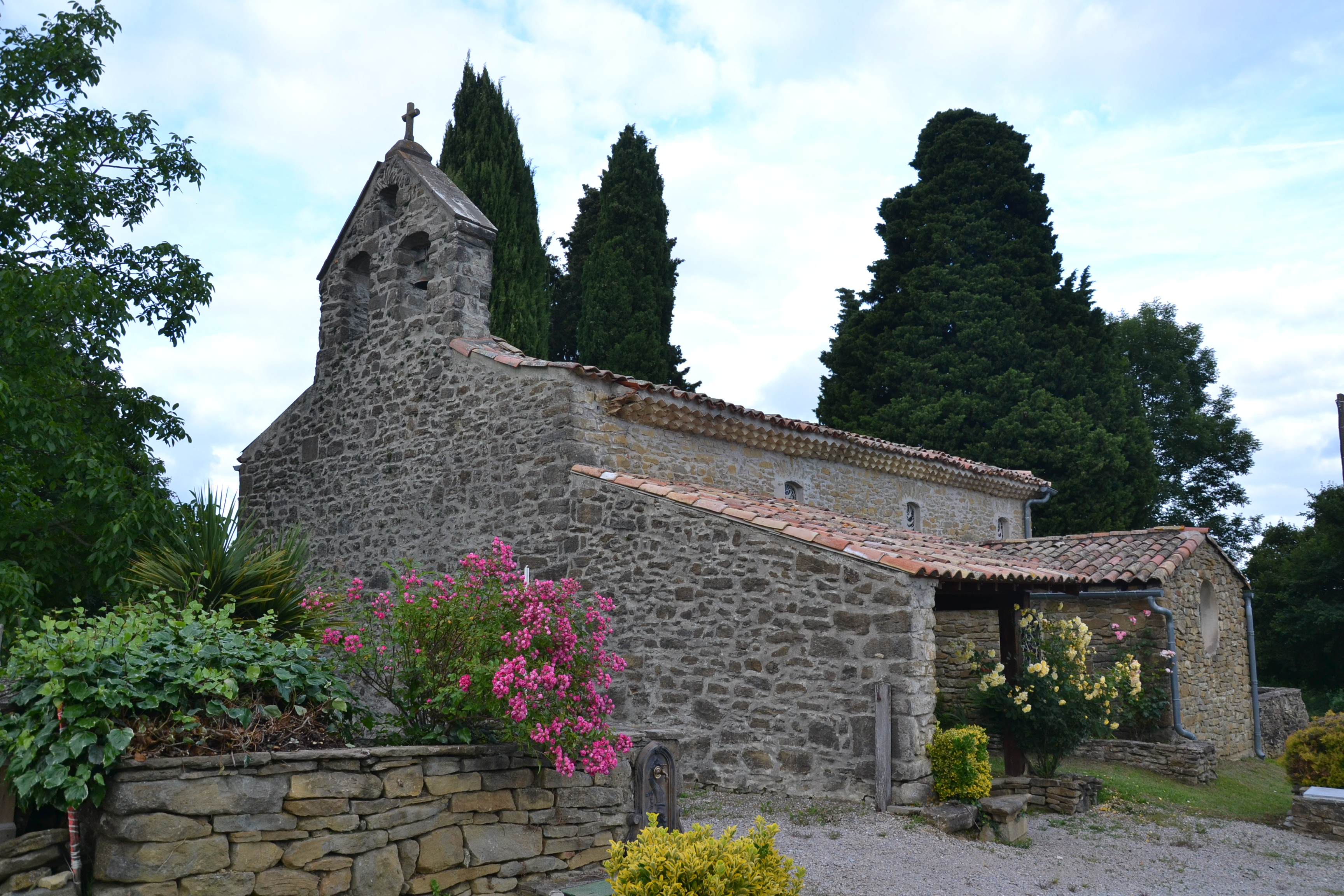
Église Saint-Jean-Baptiste.
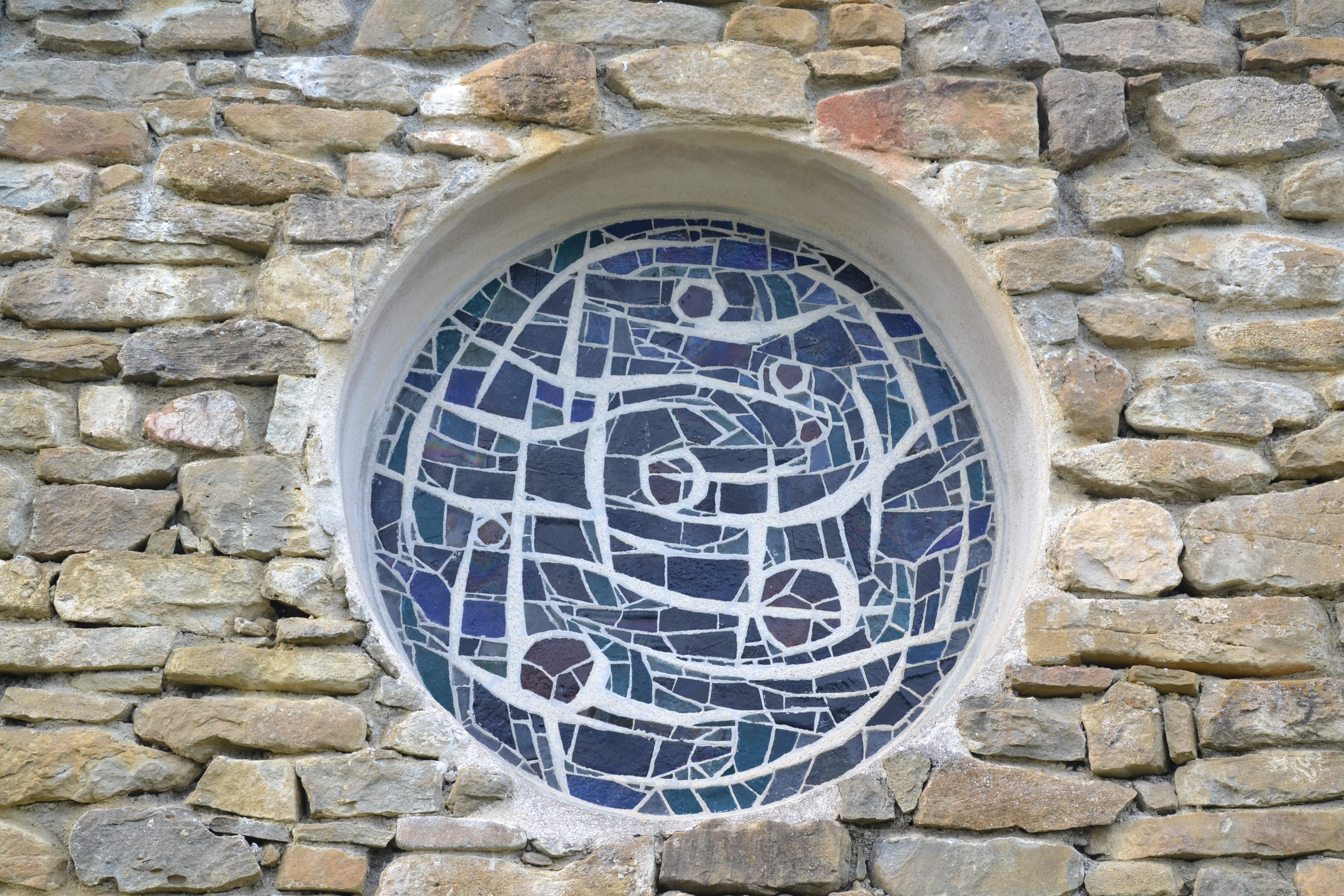
Vitrail de l'église.
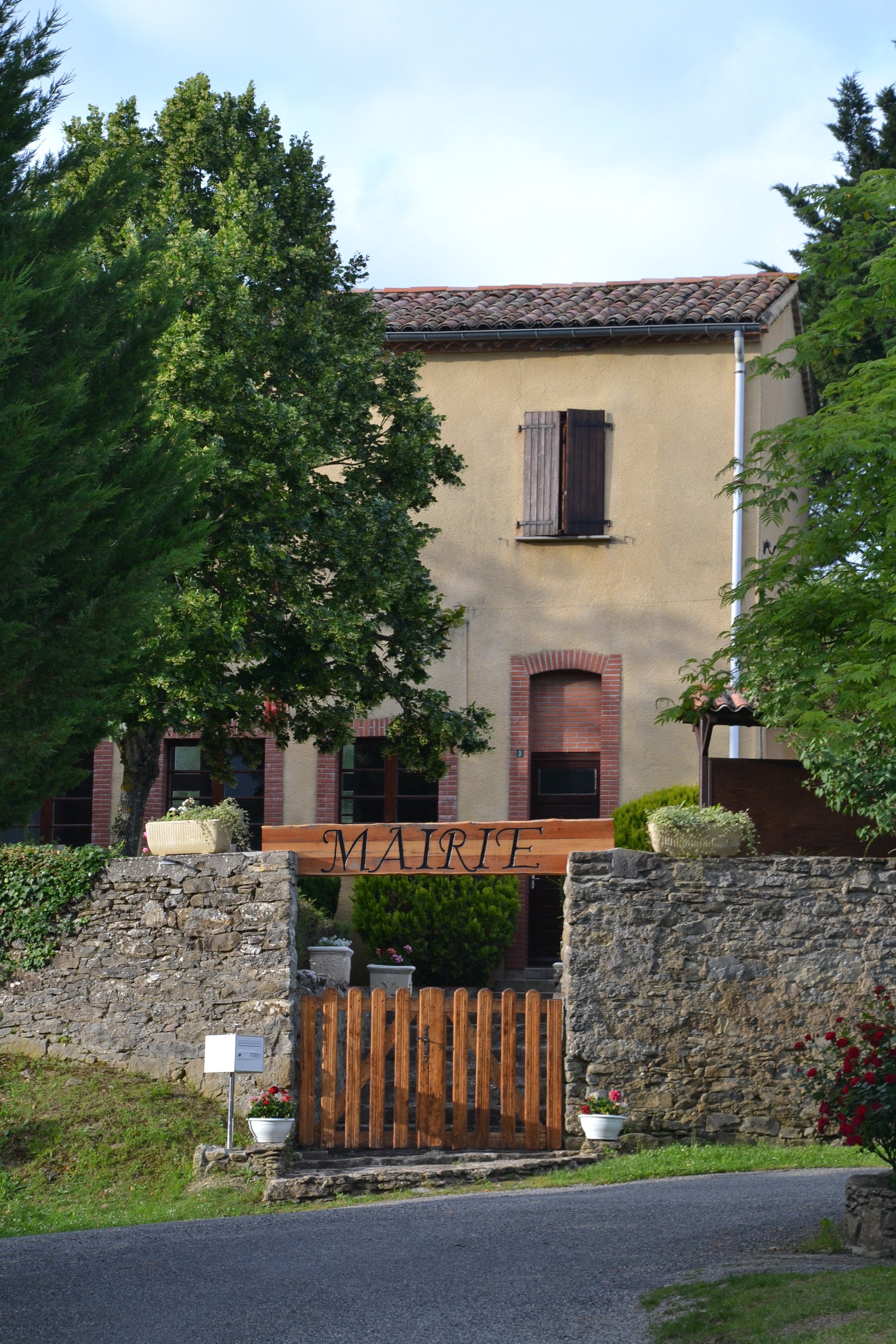
La mairie.
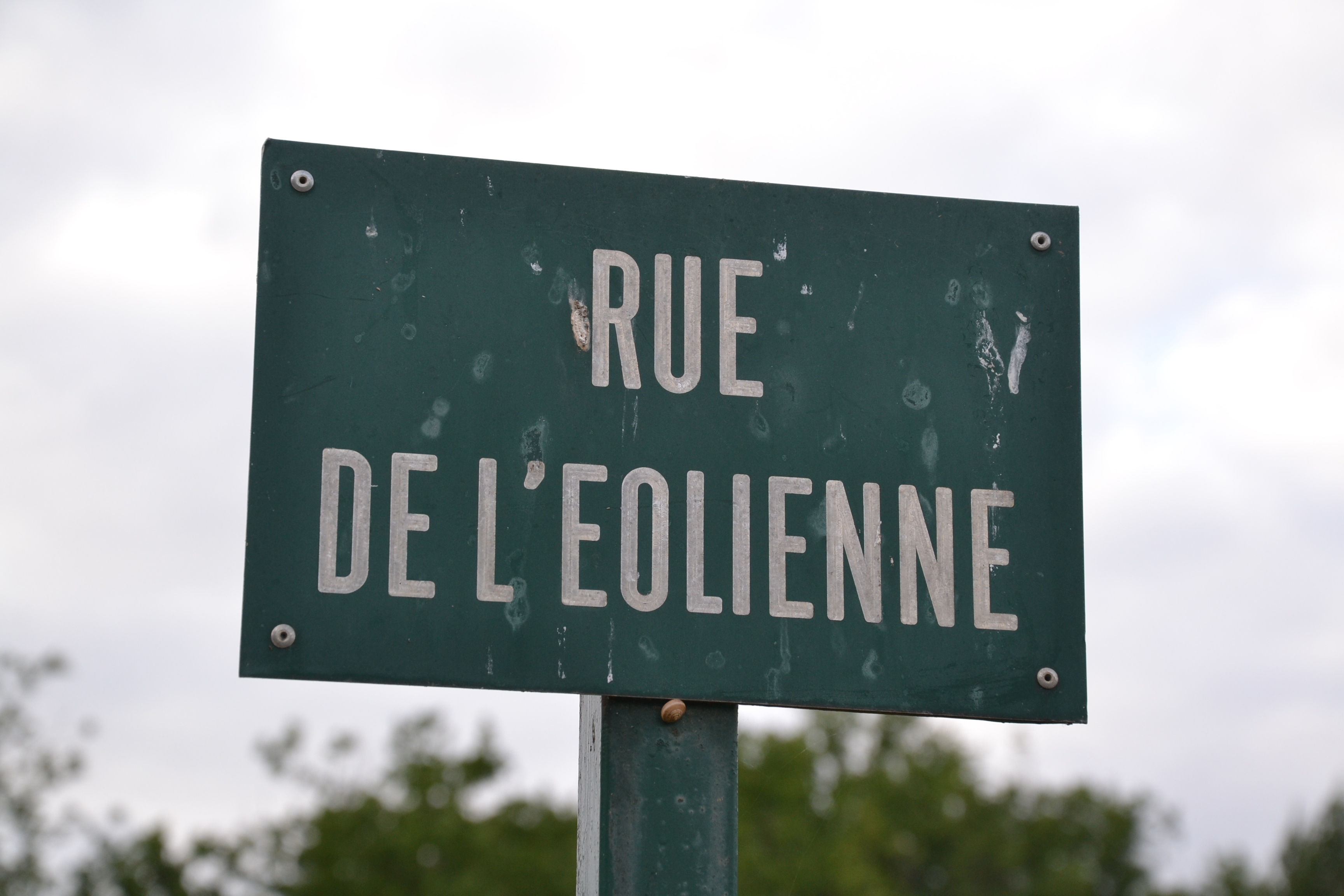
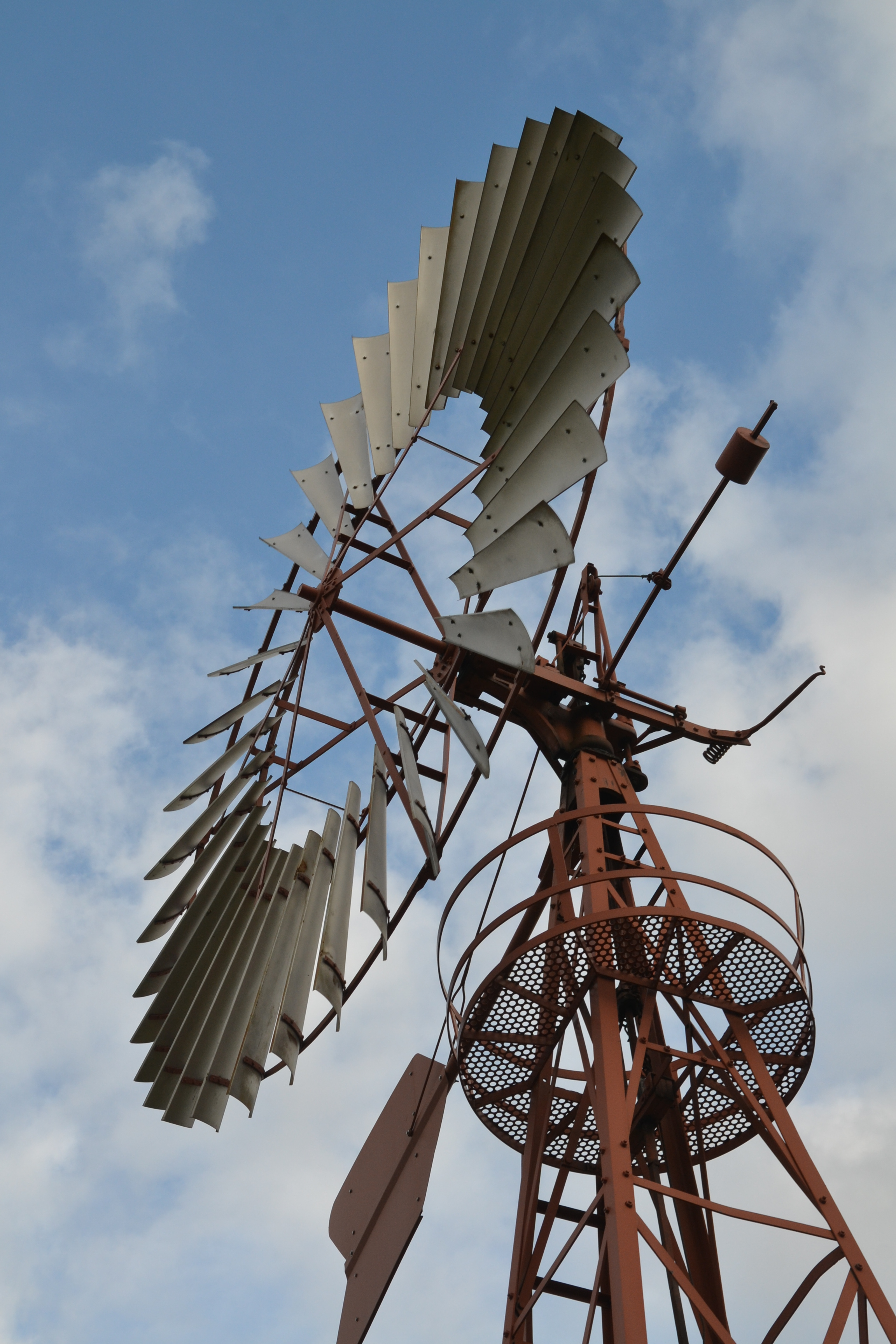
Ancienne éolienne de pompage de Pradettes.
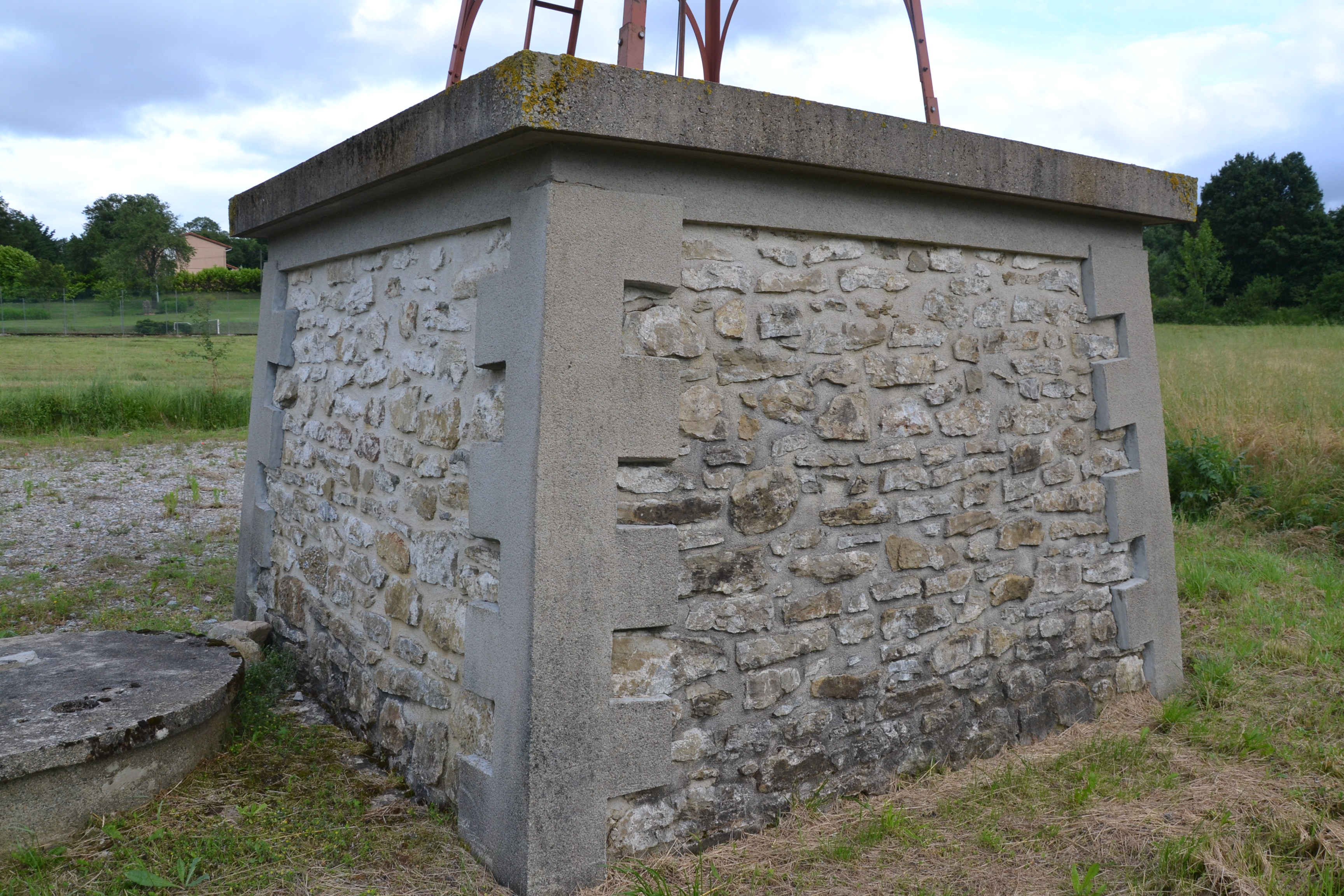
Ancienne éolienne de pompage de Pradettes.
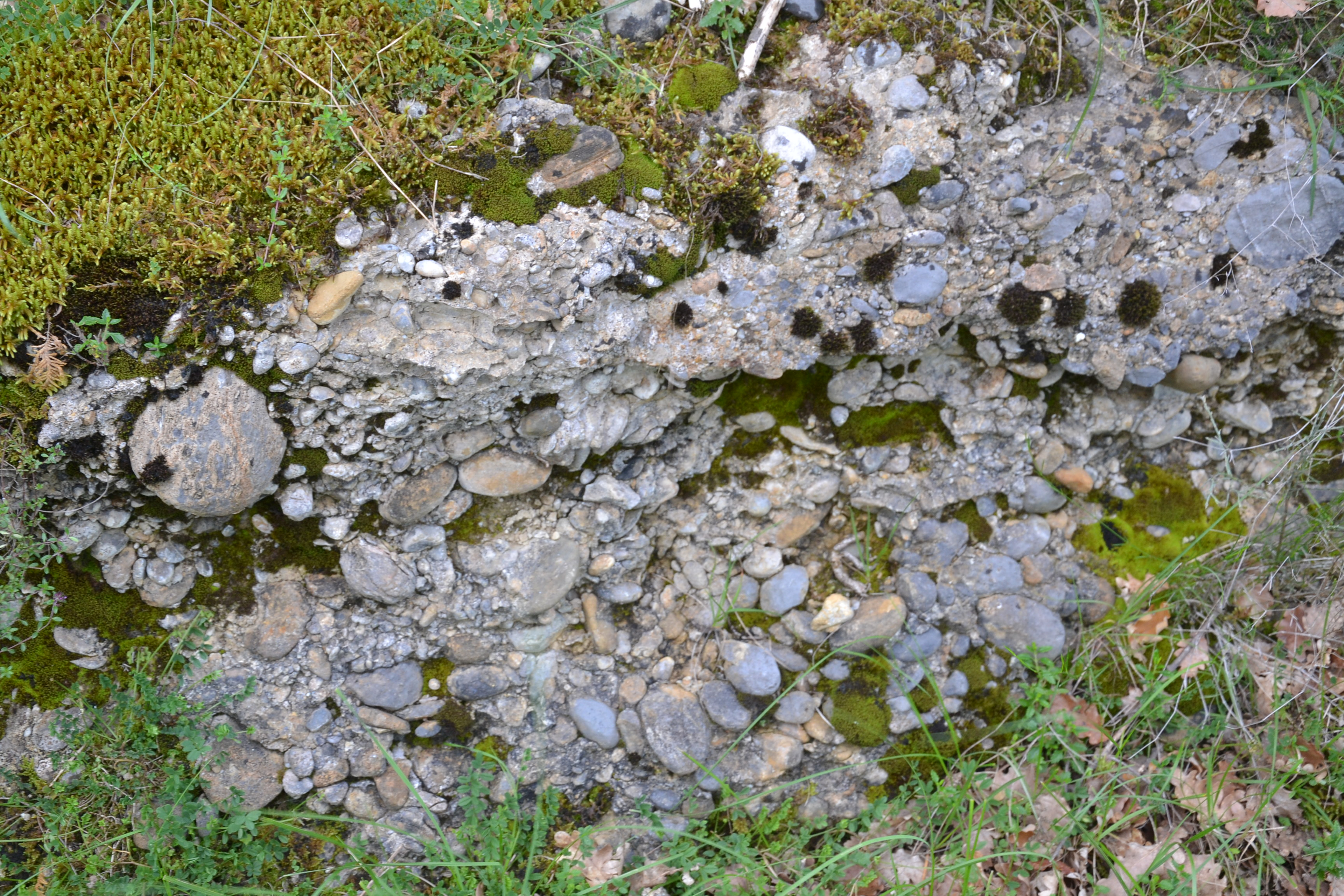
Congomérat de type poudingue.

### Héraldique
| Blason | Blasonnement : Parti d'or et de gueules, à la bande brochant de l'un en l'autre. Commentaires : Esclagne, Pradettes et Tabre ont le même blason (d'Hozier). |